# Aldo Andreotti
Aldo Andreotti (Florença, 15 de março de 1924 — Pisa, 21 de fevereiro de 1980) foi um matemático italiano, responsável por contribuições fundamentais na matemática e na geometria.

## Carreira
Trabalhou com geometria algébrica, teoria de funções de várias variáveis complexas e operadores diferenciais parciais. Notavelmente ele provou o teorema de Andreotti-Frankel, o teorema de Andreotti-Grauert, o teorema de Andreotti-Vesentini e introduziu, juntamente com François Norguet, a representação integral de Andreotti-Norguet para funções de várias variáveis complexas.
Andreotti foi pesquisador visitante no Instituto de Estudos Avançados de Princeton em 1951 e novamente de 1957 a 1959.

## Publicações selecionadas

### Artigos
- Andreotti, Aldo; Grauert, Hans (1962), «Théorèmes de finitude pour la cohomologie des espaces complexes» [Finiteness theorems for the cohomology of complex spaces], Bulletin de la Société Mathématique de France (em francês), 90: 193–259, MR 0150342, Zbl 0106.05501, doi:10.24033/bsmf.1581.
- Andreotti, Aldo; Vesentini, Edoardo (1965), «Carleman estimates for the Laplace-Beltrami equation on complex manifolds», Publications Mathématiques de l'IHÉS, ISSN 1618-1913, 25: 81–130, MR 0175148, Zbl 0138.06604, doi:10.1007/bf02684398.
- Andreotti, Aldo; Norguet, François (20 de janeiro de 1964), «Problème de Levi pour les classes de cohomologie» [The Levi problem for cohomology classes], Comptes rendus hebdomadaires des séances de l'Académie des Sciences (em francês), 258 (Première partie): 778–781, MR 0159960, Zbl 0124.38803.
- Andreotti, Aldo; Vesentini, Edoardo (1965b), «Erratum. Carleman estimates for the Laplace-Beltrami equation on complex manifolds», Publications Mathématiques de l'IHÉS, ISSN 1618-1913, 27: 153–155, MR 0182983, Zbl 0138.06604, doi:10.1007/bf02684376.
- Andreotti, Aldo; Norguet, François (1966), «Problème de Levi et convexité holomorphe pour les classes de cohomologie» [The Levi problem and holomorphic convexity for cohomology classes], Annali della Scuola Normale Superiore di Pisa, Classe di Scienze, Serie III (em francês), 20 (2): 197–241, MR 199439, Zbl 0154.33504.
- Andreotti, Aldo; Hill, C. Denson (1972), «E. E. Levi convexity and the Hans Lewy problem. Part I: reduction to vanishing theorems», Annali della Scuola Normale Superiore di Pisa, Classe di Scienze, Serie III, 26 (2): 325–363, MR 460725.
- Andreotti, Aldo; Hill, C. Denson (1972b), «E. E. Levi convexity and the Hans Lewy problem. Part II: vanishing theorems», Annali della Scuola Normale Superiore di Pisa, Classe di Scienze, Serie III, 26 (4): 747–806, MR 477150, Zbl 0283.32013.

### Livros
- Andreotti, Aldo; Stoll, Wilhelm (1971), Analytic and algebraic dependence of meromorphic functions, ISBN 978-3-540-05670-6, Lecture Notes in Mathematics, 234, Berlim–Heidelberg–Nova York: Springer-Verlag, pp. iii+390, MR 0390298, Zbl 0222.32013, doi:10.1007/BFb0058595.
- Andreotti, Aldo (1974), «Nine lectures on complex analysis», in:  Gherardelli, Francesco, Complex Analysis. C.I.M.E. I Ciclo. Bressanone, 3–12 Giugno 1973, C.I.M.E. Summer Schools, 62, Roma: Edizioni Cremonese, pp. 1–175, MR 0442262, Zbl 0353.32021, doi:10.1007/978-3-642-10964-5_1.
- Andreotti, Aldo (1975), Complexes of partial differential operators, Yale Mathematical Monographs, 6, New Haven, Conn. – Londres: Yale University Press, pp. vi+49, MR 0413192, Zbl 0309.58020.
- Andreotti, Aldo (1976), Introduzione all'analisi complessa (Lezioni tenute nel febbraio 1972) [Introduction to complex analysis (Lectures held in February 1972)], Contributi del Centro Linceo Interdisciplinare di Scienze Matematiche e Loro Applicazioni (em italiano), 24, Rome: Accademia Nazionale dei Lincei, consultado em 20 de outubro de 2012, cópia arquivada em 7 de março de 2012. Um curso curto na teoria de funções de várias variáveis complexas, realizado em fevereiro de 1972 no Centro Linceo Interdisciplinare di Scienze Matematiche e Loro Applicazioni " Beniamino Segre " .
- Andreotti, Aldo (1978), Étude de géométrie algébrique [Study of algebraic geometry] (em francês), Strasbourg: Université Louis Pasteur, Département de Mathématique, Institut de Recherche Mathématique Avancée, Zbl 0616.32001.
- Andreotti, Aldo; Nacinovich, Mauro (1980), Analytic Convexity and the Principle of Phragmén–Lindelöf, ISBN 978-88-7642-243-0, Quaderni, Pisa: Edizioni della Normale, Zbl 0458.35004.
- Andreotti, Aldo (1982), Geometrica algebrica [Algebraic geometry], Selecta di opere, I, Pisa: Scuola Normale Superiore, MR 940467. O primeiro volume de suas obras selecionadas, reunindo as contribuições dele e de seus colegas em geometria algébrica .
- Andreotti, Aldo (1992), Analisi complessa. Tomo I [Several complex variables. Tome I], Selecta di opere, II, Pisa: Scuola Normale Superiore, pp. 1–488. A primeira parte ( tomo ) do segundo volume de suas obras selecionadas, reunindo suas contribuições e de seus colegas de trabalho para a teoria das funções de diversas variáveis complexas .
- Andreotti, Aldo (1994), Analisi complessa. Tomo II [Several complex variables. Tome II], Selecta di opere, II, Pisa: Scuola Normale Superiore, pp. 489–1144. A segunda parte ( tomo ) do segundo volume de suas obras selecionadas, reunindo suas contribuições e de seus colegas de trabalho para a teoria das funções de diversas variáveis complexas.
- Andreotti, Aldo (1999), Complessi di operatori differenziali [Complexes of differential operators], Selecta di opere, III, Pisa: Scuola Normale Superiore. O terceiro e último volume de suas obras selecionadas, reunindo suas contribuições e de seus colegas de trabalho para a teoria dos operadores diferenciais parciais na forma do estudo de complexos de operadores diferenciais .